# Combat de Timiaouine
Conflit du Sahel
Le combat de Timiaouine est un épisode lié à la crise du Sahel et à la guerre du Mali. Un groupe du combattants du MUJAO est détruit alors qu'il tente de pénétrer en Algérie.

## Déroulement
Selon le récit d'une source militaire locale, le 14 juin 2013 des combattants du MUJAO venus du Mali tentent de pénétrer en Algérie et d'atteindre la petite ville de Timiaouine afin de se réapprovisionner. Ils sont cependant repérés par les forces armées algériennes, et attaqués par une unité de l'Armée nationale populaire. Cinq jihadistes sont tués, des munitions et des AK-47 sont saisis.